# Колумбія (шатл)

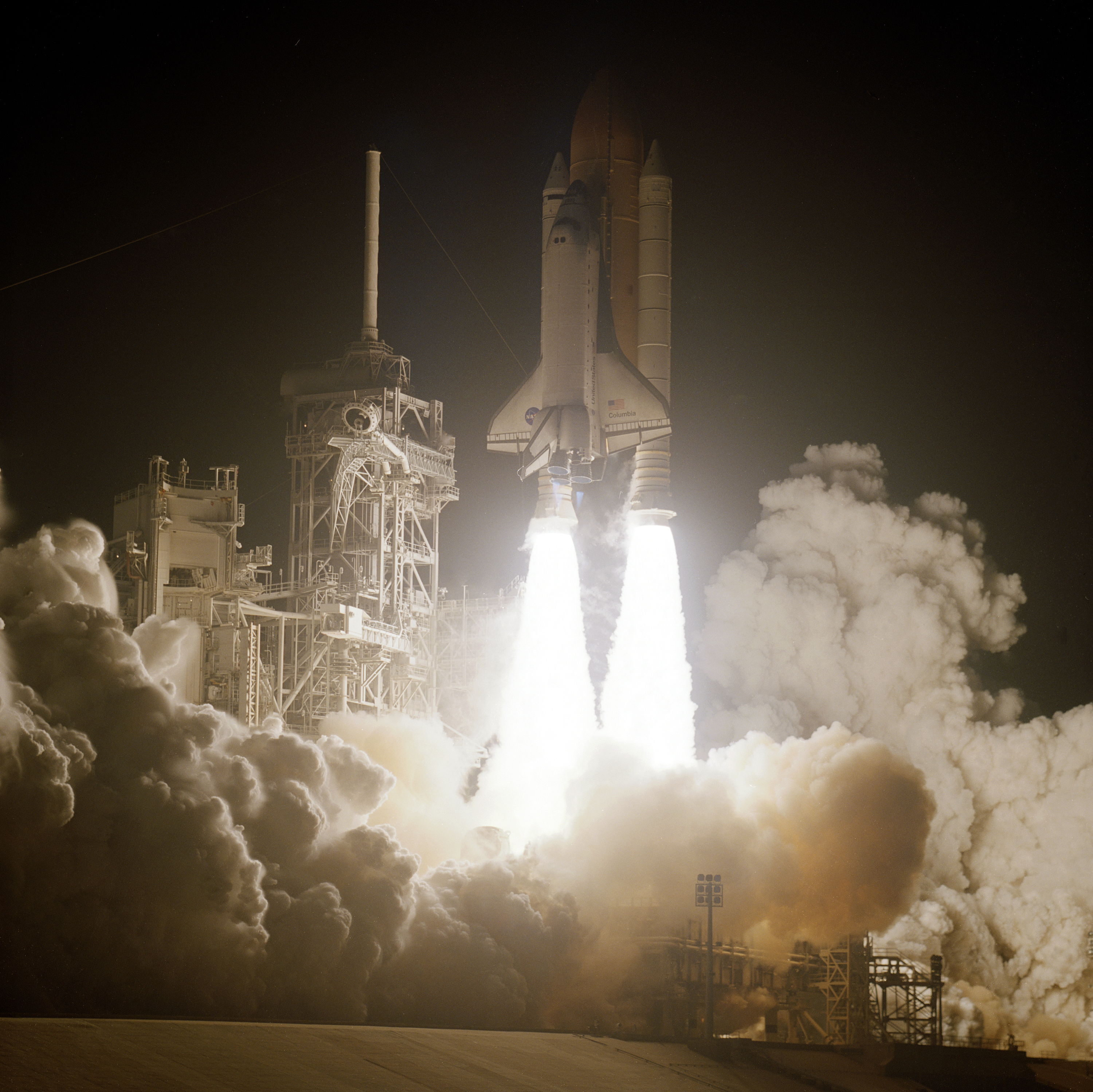
Зліт STS-109

«Колумбія» (англ. Columbia) — багаторазовий транспортний космічний корабель NASA та перший льотний екземпляр корабля системи «Спейс-Шатл».
Будівництво «Колумбії» розпочато в 1975 році і 25 березня 1979 року «Колумбію» було передано в експлуатацію NASA. Шаттл названий іменем вітрильника, на якому капітан Роберт Грей у травні 1792 року досліджував внутрішні води Британської Колумбії (нині штати США Вашингтон і Орегон). Назва також покликана увічнити найменування командного модуля космічного корабля «Аполлон-11», який, у свою чергу, був названий на честь статуї, що вінчає будівлю Конгресу США. У НАСА «Колумбія» мала позначення «OV-102» (Orbiter Vehicle — 102).

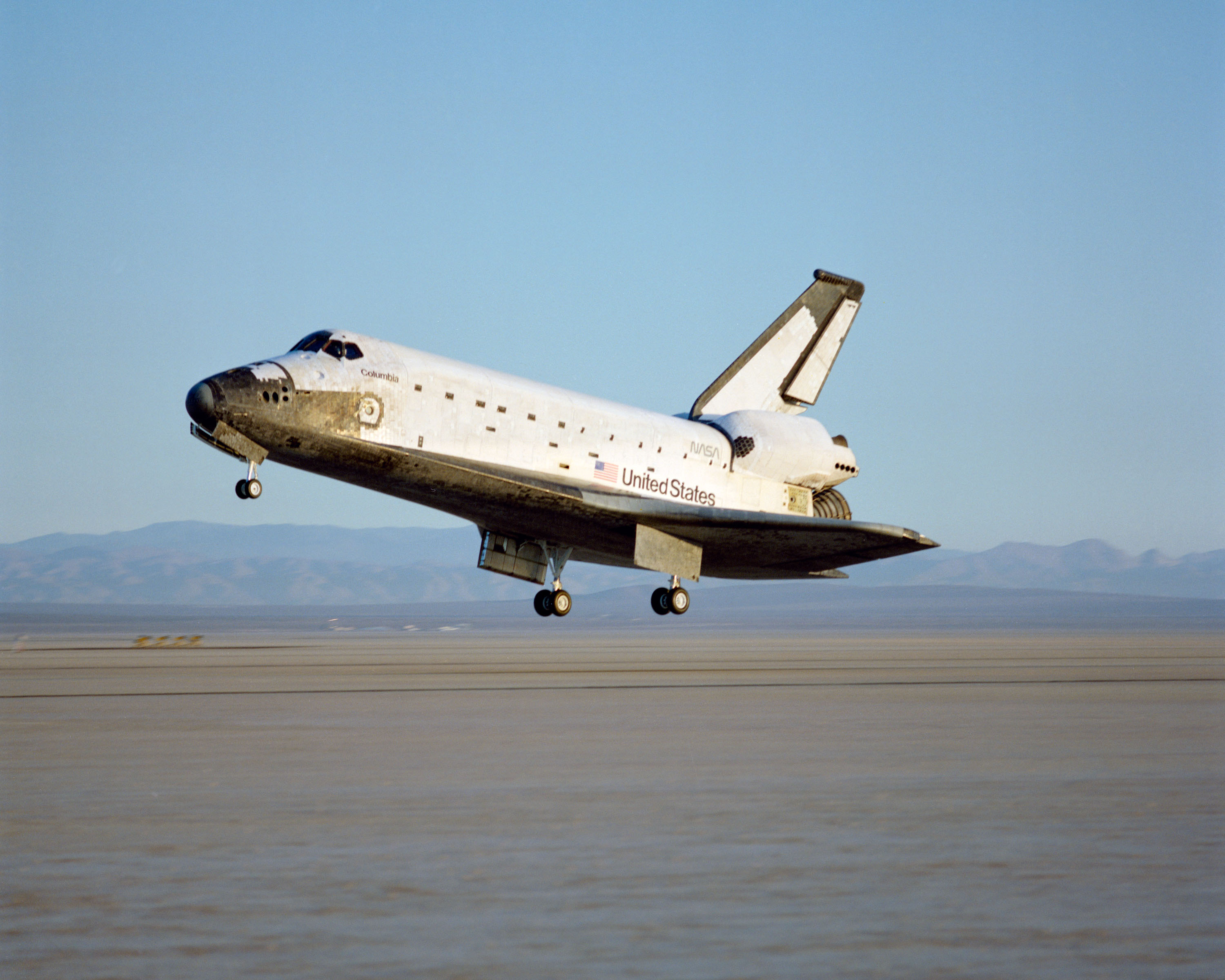
Шаттл Колумбія. Посадка після STS-28 в 1989 році

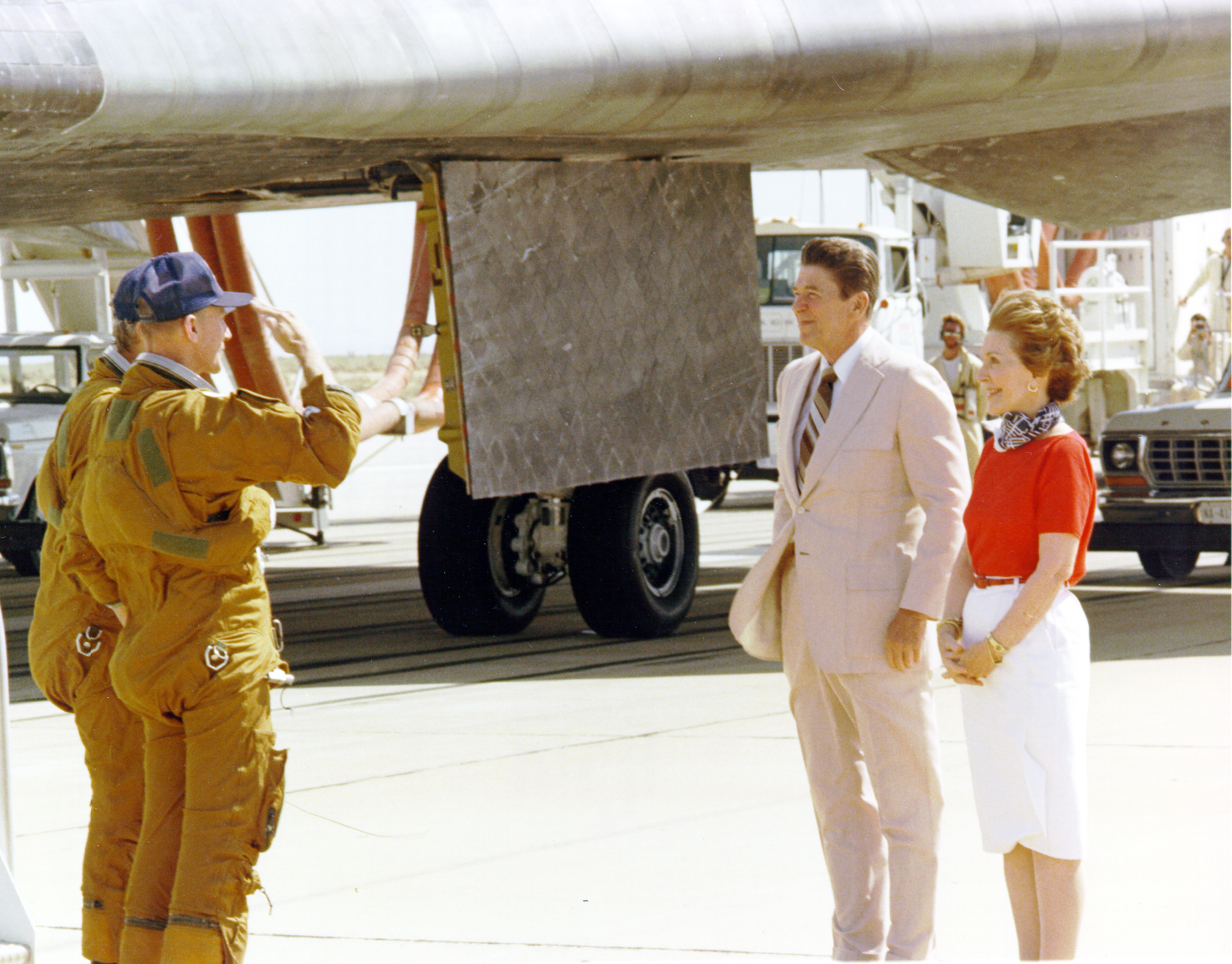
Астронавтів Колумбії Томаса Маттінглі і Генрі Хартсфілда вітає президент Рональд Рейган разом з дружиною Ненсі, після приземлення в 1982 році.

Перший пілотований політ багаторазового транспортного космічного корабля Колумбія «STS-1» відбувся 12 квітня 1981 року. Командиром екіпажу був ветеран американської космонавтики Джон Янг, пілотом — Роберт Кріппо. Політ був (і залишається) унікальним: найперший, фактично, випробувальний запуск космічного корабля, проводився з екіпажем на борту.

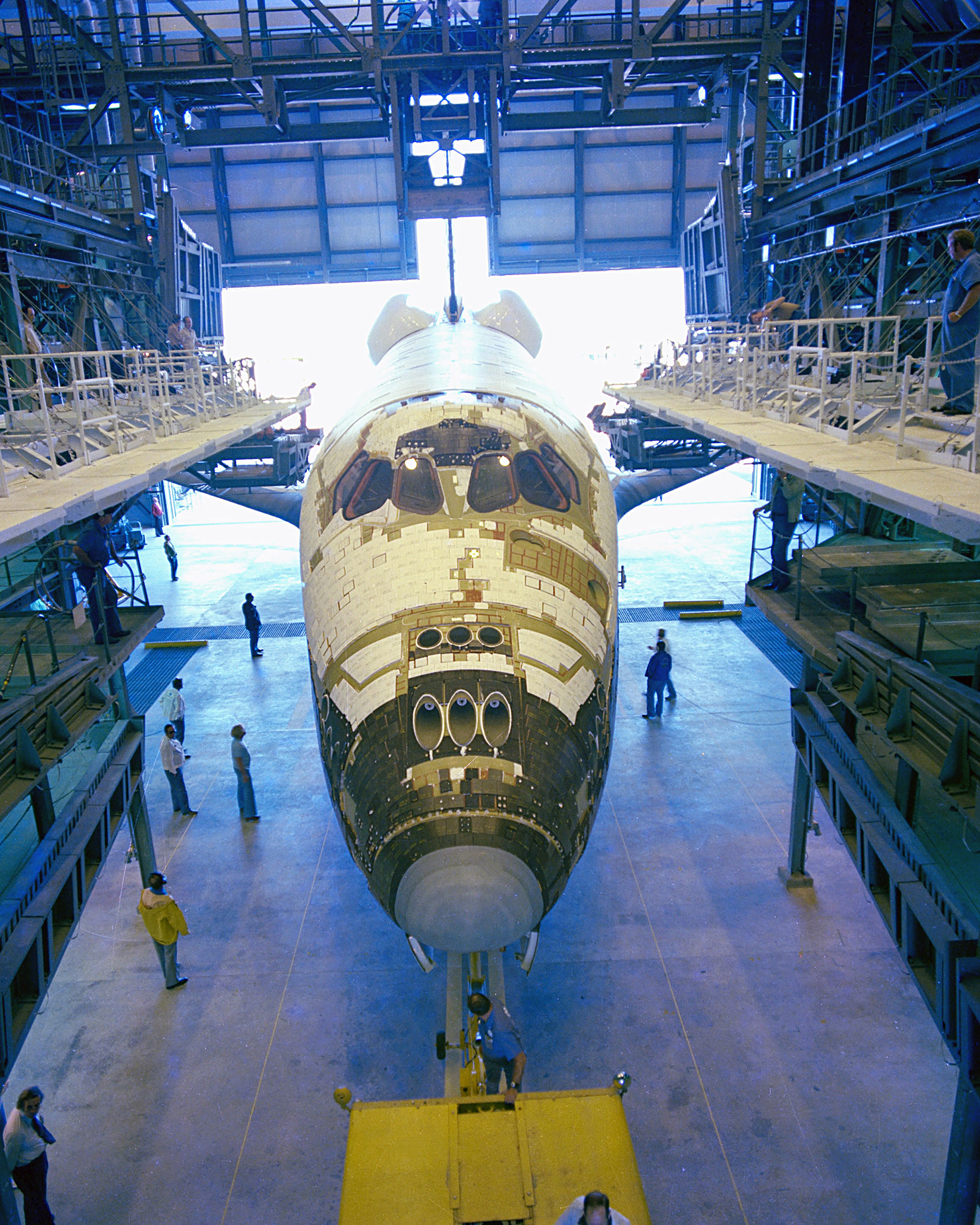
Колумбія. Обробка після доставки до космічного центру Кеннеді в 1979 році.

Уперше шість астронавтів склали екіпаж під час польоту Колумбії «STS-9». Серед цих шести астронавтів перебував Ульф Мербольд (ФРН), він був першим іноземцем на американському космічному кораблі.
Командиром «Колумбії» (STS-93) була Айлін Коллінз — перша жінка-командир американського космічного корабля.
«Колумбія» була важчою від шатлів, побудованих пізніше, тому в неї не було стикувального модуля. «Колумбія» не могла стикуватися ні зі станцією «Мир», ні з МКС.

## Польоти
Шаттл «Колумбія» 28 разів літав у космос, провів у космосі 300,74 доби, здійснив 4808 обертів навколо Землі і пролетів в загальній складності 201 454 702 км.
| №  | Дата              | Позначення        | Характеристика                                                                 |
| -- | ----------------- | ----------------- | ------------------------------------------------------------------------------ |
| 1  | 12 квітня 1981    | Колумбія STS-1    | Перший пілотований політ шаттла                                                |
| 2  | 12 листопада 1981 | Колумбія STS-2    | Другий політ «Колумбії»                                                        |
| 3  | 22 березня 1982   | Колумбія STS-3    | Третій політ                                                                   |
| 4  | 27 червня 1982    | Колумбія STS-4    | Четвертий політ                                                                |
| 5  | 11 листопада 1982 | Колумбія STS-5    | Перший екіпаж з чотирьох астронавтів                                           |
| 6  | 28 листопада 1983 | Колумбія STS-9    | Перший екіпаж з шести астронавтів                                              |
| 7  | 12 січня 1986     | Колумбія STS-61-C | В екіпажі — конгресмен Білл Нельсон                                            |
| 8  | 8 серпня 1989     | Колумбія STS-28   | Запуск шпигунського супутника                                                  |
| 9  | 9 січня 1990      | Колумбія STS-32   | Повернення супутника на Землю                                                  |
| 10 | 2 грудня 1990     | Колумбія STS-35   | Експерименти з рентгенівським і ультрафіолетовим телескопами                   |
| 11 | 5 червня 1991     | Колумбія STS-40   | Експерименти з космічною лабораторією                                          |
| 12 | 25 червня 1992    | Колумбія STS-50   | Експерименти з лабораторією мікрогравітації                                    |
| 13 | 22 жовтня 1992    | Колумбія STS-52   | Запуск лазерного геодинамічного супутника                                      |
| 14 | 26 квітня 1993    | Колумбія STS-55   | Експерименти з німецькою космічної лабораторією                                |
| 15 | 18 жовтня 1993b   | Колумбія STS-58   | Медичні дослідження                                                            |
| 16 | 4 березня 1994    | Колумбія STS-62   | Лабораторія мікрогравітації США                                                |
| 17 | 8 липня 1994      | Колумбія STS-65   | Міжнародна лабораторія мікрогравітації                                         |
| 18 | 20 жовтня 1995    | Колумбія STS-73   | Лабораторія мікрогравітації США                                                |
| 19 | 22 лютого 1996    | Колумбія STS-75   | Експерименти з прив'язаним супутником                                          |
| 20 | 20 червня 1996    | Колумбія STS-78   | Медичні дослідження та лабораторія мікрогравітації                             |
| 21 | 19 листопада 1996 | Колумбія STS-80   | Розгортання дослідницької платформи                                            |
| 22 | 4 квітня 1997     | Колумбія STS-83   | Лабораторія мікрогравітації                                                    |
| 23 | 1 липня 1997      | Колумбія STS-94   | Лабораторія мікрогравітації                                                    |
| 24 | 19 листопада 1997 | Колумбія STS-87   | Лабораторія мікрогравітації США                                                |
| 25 | 13 квітня 1998    | Колумбія STS-90   | Медичні дослідження                                                            |
| 26 | 23 липня 1999     | Колумбія STS-93   | Запуск рентгенівської обсерваторії «Чандра»                                    |
| 27 | 1 березня 2002    | Колумбія STS-109  | Обслуговування телескопа «Хаббл»                                               |
| 28 | 16 січня 2003     | Колумбія STS-107  | Експерименти з мікрогравітації, спостереження Землі. Останній політ «Колумбії» |

## Останній політ

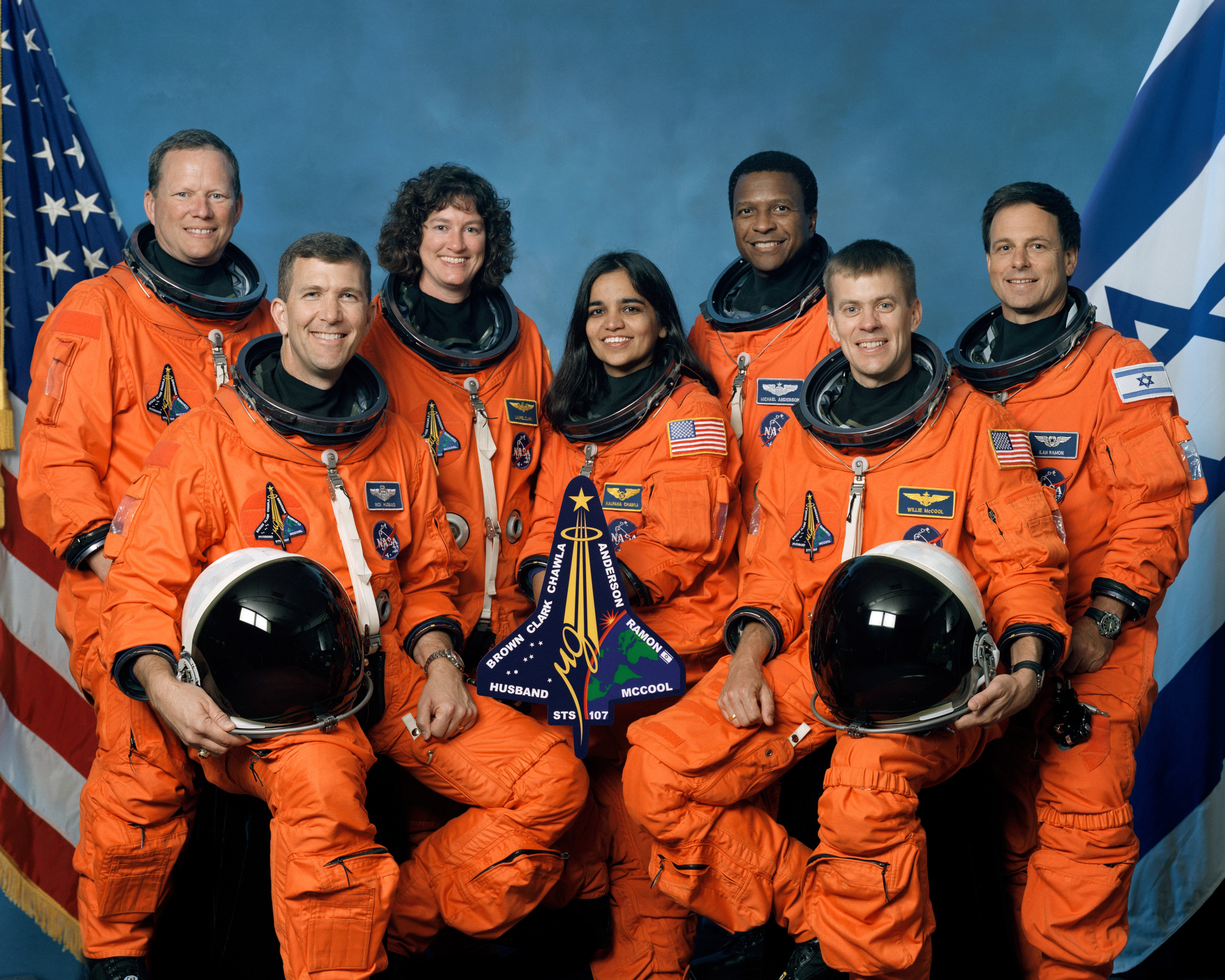
Офіційне фото місії STS-107. Зліва направо: Д. Браун, Р. Хасбенд, Л. Кларк, К. Чавла, М. Андерсон, В. МакКул, І. Рамон

Останній політ «Колумбії» був запланований з 16 січня по 1 лютого 2003 року. Екіпаж склали: командир корабля Рік Хасбенд, пілот Вільям МакКул, бортінженер Майкл Андерсон, наукові фахівці Лорел Кларк, Девід Браун, Калпана Чавла і перший ізраїльський астронавт Ілан Рамон. Калпана Чавла здійснювала свій другий політ, вона була першою жінкою-астронавтом індійського походження. Вранці 1 лютого після шістнадцатидобового польоту шатл повертався на Землю. NASA втратила зв'язок з кораблем приблизно о 14:00 дня за Гринвічем, за кілька хвилин до передбачуваної посадки на ЗПС 33 Космічного центру імені Кеннеді у Флориді — вона повинна була відбутися в 14:16 GMT. Очевидцями були зняті палаючі уламки шаттла, що летять на висоті близько 63 км при швидкості 5,6 км / с. Всі сім членів екіпажу загинули.
Протягом кількох місяців після трагедії вчені NASA досліджували можливі причини катастрофи. Вони прийшли до висновку, що до неї призвело руйнування зовнішнього теплозахисного шару на лівому крилі човника, викликане падінням на нього шматка теплоізоляції кисневого бака при старті корабля. Гарячі гази, також звані плазмою в деяких джерелах, проникли всередину, що призвело до перегріву пневматики колеса, його вибуху з подальшим руйнуванням конструкції крила і загибелі шатла.
Значну роль у розслідуванні причин катастрофи зіграли дані, збережені у додатковій системі фіксації бортових параметрів (Modular Auxiliary Data System, MADS), встановленої тільки на «Колумбії», як на найпершому льотному примірнику серії. Система призначалася для докладного збору свідчень бортових датчиків з метою їх детального післяпольотного аналізу, що було критично в найперших місіях. Блок, що фіксує показання датчиків на магнітний носій, не будучи особливим чином захищений, майже дивом уцілів, виконавши роль «чорного ящика».
Знайдені уламки корабля зараз зберігаються в Космічному центрі імені Кеннеді.

## Деякі факти
- Під час польоту Колумбії STS-75 вперше на одному з допоміжних комп'ютерів (ноутбуку) була використана операційна система на основі Linux[2].
- «Колумбія» 1996 року знялася в американському фільмі «Армагеддон»: «„Армагеддон“ знімався у мене на очах, коли я проходив підготовку в США. Одного разу ми приїхали на мис Канаверал, на чергове тренування, і там проходять зйомки. Наш корабель „Колумбія“ [на якому літав Каденюк] був живою декорацією в цьому фільмі». "[3]
- З одного з жорстких дисків, що використовувалися в польоті для фіксації інформації про проведення на борту наукових експериментах і значно ушкодженому в результаті катастрофи, згодом вдалося відновити 90 % інформації, що зробило можливим закінчення 20-річного наукового дослідження. Відновлення інформації зайняло близько 5 років.[4][5]

## Емблеми польотів
| Емблеми польотів шатла «Колумбія» | Емблеми польотів шатла «Колумбія» | Емблеми польотів шатла «Колумбія» | Емблеми польотів шатла «Колумбія» | Емблеми польотів шатла «Колумбія» | Емблеми польотів шатла «Колумбія» | Емблеми польотів шатла «Колумбія» | Емблеми польотів шатла «Колумбія» |
| --------------------------------- | --------------------------------- | --------------------------------- | --------------------------------- | --------------------------------- | --------------------------------- | --------------------------------- | --------------------------------- |
|                                   |                                   |                                   |                                   |                                   |                                   |                                   |                                   |
| STS-1                             | STS-2                             | STS-3                             | STS-4                             | STS-5                             | STS-9                             | STS-61C                           | STS-28                            |
|                                   |                                   |                                   |                                   |                                   |                                   |                                   |                                   |
| STS-32                            | STS-35                            | STS-40                            | STS-50                            | STS-52                            | STS-55                            | STS-58                            | STS-62                            |
|                                   |                                   |                                   |                                   |                                   |                                   |                                   |                                   |
| STS-65                            | STS-73                            | STS-75                            | STS-78                            | STS-80                            | STS-83                            | STS-94                            | STS-87                            |
|                                   |                                   |                                   |                                   |                                   |                                   |                                   |                                   |
| STS-90                            | STS-93                            | STS-109                           | STS-107 (Останній політ)          |                                   |                                   |                                   |                                   |